# Declaración de Independencia (John Trumbull)
La Declaración de Independencia es un cuadro del pintor estadounidense John Trumbull. Se encuentra en la rotonda del Capitolio de los Estados Unidos (Washington D. C.) y representa la presentación al Congreso del documento que establecía la Declaración de Independencia de los Estados Unidos. Se basa en una versión artística de menor tamaño de la misma escena que actualmente se conserva en la Universidad de Yale. Trumbull pintó en vida a varias de las personas representadas en dicho cuadro y visitó el Independence Hall de Filadelfia en donde tuvo lugar el Segundo Congreso Continental para conocer la disposición real de la sala, aunque el hecho de empezar a pintar el cuadro muchos años después del evento causó que varios retratados (como Thomas Jefferson) aparecieran en la pintura más viejos de lo que eran realmente en 1776.
Al cuadro se le suele atribuir erróneamente representar exactamente la firma de la Declaración de la Independencia, pero en realidad solo representa la entrega del documento, lo cual además sucedió el 28 de junio de 1776 mientras que la votación y aprobación se hizo en realidad el 2 de julio del mismo año. Asimismo, el evento histórico real no tuvo lugar en presencia de todas las personas incluidas en el cuadro de Trumbull.
Thomas Jefferson parece estar pisando a John Adams, lo cual suele ser interpretado como una referencia a su rivalidad política. Sin embargo, una visión más cercana del cuadro confirma que sus piernas simplemente estás cercanas unas a otras. El aspecto correcto del cuadro fue enfatizado en la versión del mismo en el billete de dos dólares estadounidenses.
El trabajo de Trumbull muestra a 42 de los 56 signatarios del documento, pues el pintor no pudo conseguir que todos los sobrevivientes aparecieran. Cinco figuras presentes en el mismo (George Clinton, Thomas Willing, Robert Livingston, Charles Thomson, y John Dickinson) ni siquiera firmaron realmente la Declaración. El cuadro fue finalizado en la década de 1810 y colocado en su actual emplazamiento en 1826.

## Clave para las figuras

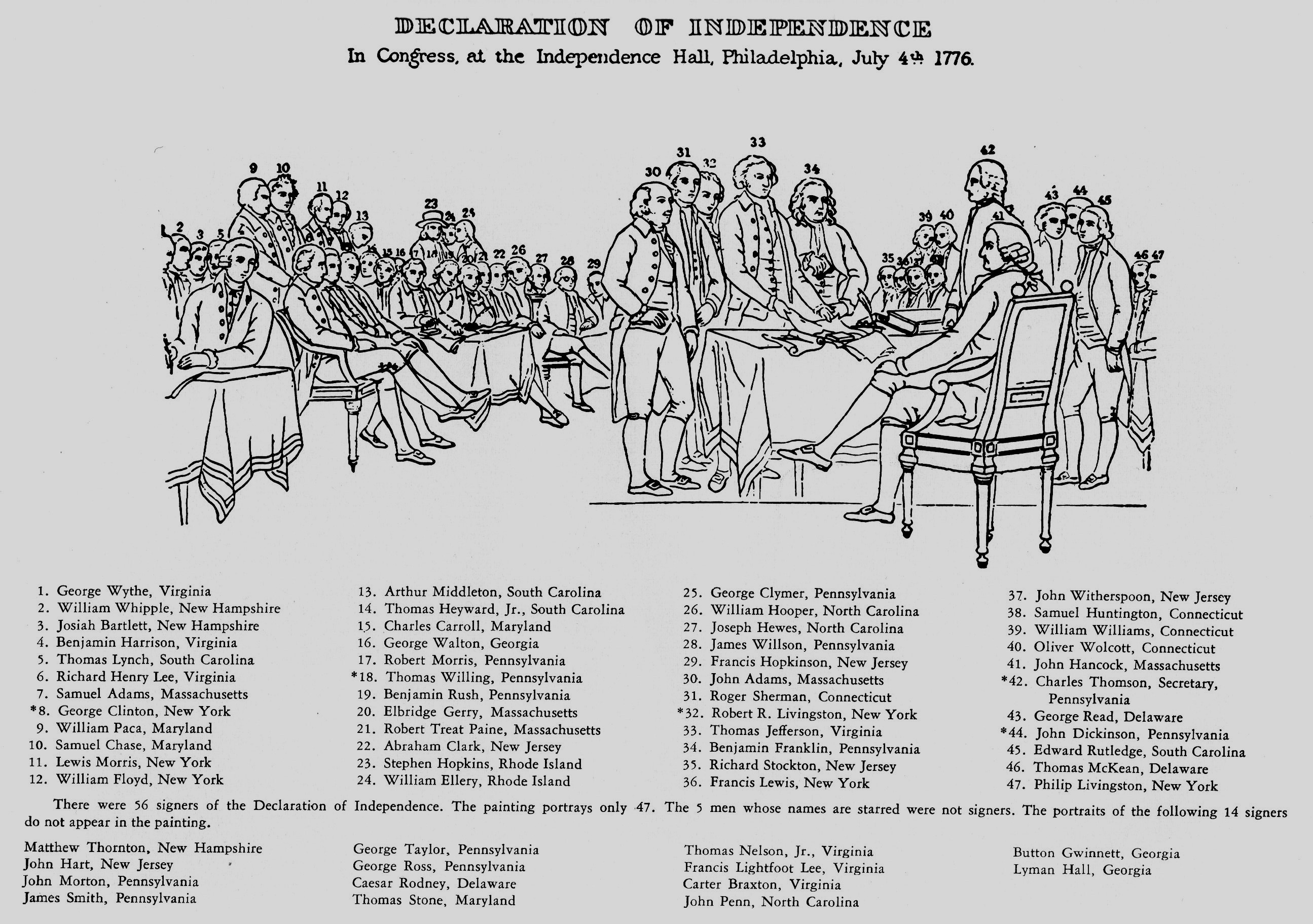
Gobierno de Estados Unidos, clave para el cuadro

La siguiente clave de las figuras del cuadro sigue la numeración utilizada por la publicación del gobierno de Estados Unidos Arte del Capitolio (en la ilustración de la clave que se muestra en esta sección), pero proporciona una descripción diferente (con suerte más clara) de qué figura se encuentra en el cuadro, por lo cual los números no están completamente en orden.
La clave de cifras (en cada grupo, que se enumeran de izquierda a derecha):
Cuatro hombres sentados en el extremo izquierdo:
- 1 George Wythe
- 2 William Whipple
- 3 Josías Bartlett
- 5 Thomas Lynch, Jr.

Sentado a la mesa de la izquierda:
- 4 Benjamin Harrison

Sentado junto a la derecha de Harrison y delante de las figuras de pie:
- 6 Richard Henry Lee
- 7 Samuel Adams
- 8 George Clinton (no fue uno de los firmantes de la declaración final, pero se representa en la pintura).

Cinco figuras que se unen a la izquierda:
- 9 William Paca
- 10 Samuel Chase
- 11 Lewis Morris
- 12 William Floyd
- 13 Arthur Middleton

Tres figuras sentadas en la espalda entre los dos conjuntos de figuras de pie:
- 14 Thomas Heyward Jr.
- 15 Charles Carroll
- 16 George Walton

Diez figuras sentadas:
- 17 Robert Morris (primero de la izquierda en la mesa)
- 18 Thomas Willing (no fue uno de los firmantes de la declaración final, pero se representa en la pintura).
- 19 Benjamín Rush
- 20 Elbridge Gerry
- 21 Robert Treat Paine
- 22 Abraham Clark
- 26 William Hooper
- 27 Joseph Hewes
- 28 James Wilson
- 29 Francis Hopkinson

Conjunto de tres cifras que se unen en la parte posterior:
- 23 Stephen Hopkins (que lleva un sombrero)
- 24 William Ellery
- 25 George Clymer

Cinco figuras de pie delante:
- 30 John Adams
- 31 Roger Sherman
- 32 Robert R. Livingston (no fue uno de los firmantes de la declaración final, pero se representa en la pintura).
- 33 Thomas Jefferson
- 34 Benjamin Franklin

Cuatro figuras fondo sentados juntos cerca de la esquina derecha de la sala:
- 35 Richard Stockton
- 36 Francis Lewis
- 37 John Witherspoon
- 38 Samuel Huntington

Dos figuras de pie en la esquina derecha de la sala:
- 39 William Williams
- 40 Oliver Wolcott

Dos figuras de primer plano en la mesa central:
- 42 Charles Thomson (de pie) (no fue un firmante de la declaración final, pero se representa en la pintura).
- 41 John Hancock (sentado)

Tres figuras de pie a la derecha:
- 43 George Lee
- 44 John Dickinson (no fue uno de los firmantes de la declaración final, pero se representa en la pintura).
- 45 Edward Rutledge

Dos figuras sentadas en el extremo derecho:
- 46 Thomas McKean
- 47 Philip Livingston